# Piotr Grabowski (ur. 1968)

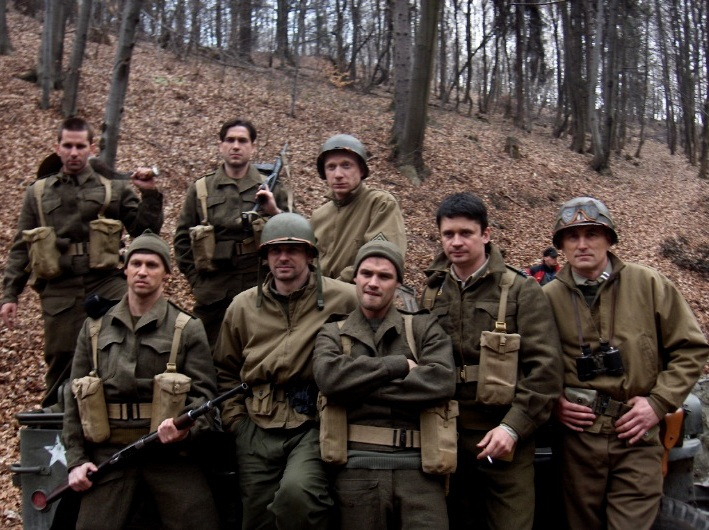
Zdjęcie z planu serialu Tajemnica twierdzy szyfrów (2006); od lewej – górny rząd: Marcin Bosak (Raider), Marcin Dorociński (Afgan), Arkadiusz Janiczek (sierżant); od lewej – dolny rząd: Robert Wrzosek (Nigel Wood), Paweł Deląg (komandor Howard Compaigne), Jan Wieczorkowski (Hamlet), Piotr Grabowski (major Andrzej Czerny), Andrzej Szczytko (kapitan Thomas Gregg)

Piotr Grabowski (ur. 8 lipca 1968 w Szczecinie) – polski aktor teatralny, telewizyjny i filmowy.

## Kariera zawodowa
W 1991 roku ukończył Państwową Wyższą Szkołę Teatralną im. Ludwika Solskiego w Krakowie i w tym samym roku zadebiutował na scenie Teatru im. Juliusza Słowackiego w Krakowie w Klątwie Stanisława Wyspiańskiego. Występował w teatrach krakowskich: im. Juliusza Słowackiego (1991–1997) oraz Narodowym Starym im. Heleny Modrzejewskiej (1997–2008). W latach 2008–2010 był aktorem Teatru Dramatycznego w Warszawie, a od roku 2014 występuje w Teatrze Narodowym w Warszawie.
Na dużym ekranie zadebiutował w melodramacie komediowym Waldemara Szarka Oczy niebieskie (1994) u boku Gustawa Holoubka. Później występował głównie w serialach.

## Życie prywatne
Był żonaty z aktorką Martą Konarską (ur. 1966), z którą ma dwoje dzieci: Aleksandrę i Macieja. Wziął z nią rozwód w 2008 roku. 30 kwietnia 2008, jego ówczesna partnerka, aktorka Anna Dereszowska urodziła ich wspólną córkę Lenę.

## Filmografia
- 1994: Oczy niebieskie
- 1997: Sława i chwała, jako Walerek Royski
- 2000, 2005, 2006: Na dobre i na złe, jako Marcin (2000), Jarosław Krawczyński (2005, 2006)
- 2001: Samo niebo, jako Darek
- 2002: Das letzte Versteck
- 2003: Tak czy nie?, jako adwokat
- 2003: Zaginiona, jako policjant przyjmujący zgłoszenie o zaginięciu Uli
- 2004, 2005, 2012: M jak miłość, jako doktor nauk prawnych, Wiktor
- 2005: Kryminalni, jako Artur Dobiecki, były mąż Ewy (odc. 15)
- 2006: Fałszerze – powrót Sfory, jako Marko/ Gozdawa
- 2006: Śmierć rotmistrza Pileckiego (Scena Faktu), jako wartownik
- 2007: Odwróceni, jako Gadzinowski
- 2007: Tajemnica twierdzy szyfrów, jako Andrzej Czerny
- 2007–2008: Egzamin z życia, jako Marek Weber
- 2007–2009: Tylko miłość, jako Tomasz Rataj
- 2008: Jeszcze raz, jako Malicki
- 2008: Within the whirlwind
- 2009: Dom nad rozlewiskiem, jako Konrad
- 2009: Komisarz Blond i wszystko jasne, jako John
- 2010: Siedem minut, jako dyżurny
- 2010–2012: Barwy szczęścia, jako Borys Sacewicz
- 2010: Mała matura 1947, jako porucznik, instruktor wf
- 2010: Miłość nad rozlewiskiem, jako Konrad
- 2010: Chichot losu, jako Radosław Kaźmierczak, kochanek Elżbiety
- 2011: Życie nad rozlewiskiem, jako Konrad
- 2011: Hotel 52, jako Mariusz Skalski (odc. 28)
- 2012: Siła wyższa, jako Tomasz Malicki
- 2012–2014, 2016: M jak miłość, jako Wiktor Żak
- 2012–2013: Nad rozlewiskiem, jako Konrad
- 2012: Na krawędzi, jako Maciek Rogowski
- 2013: Prawo Agaty, jako mecenas Tuliński
- 2014: Czas honoru, jako kapitan Maliszewski (odc. 7)
- 2014–2015: Cisza nad rozlewiskiem, jako Konrad
- 2017: Ojciec Mateusz jako Popielak (odc. 222)
- 2018: Pensjonat nad rozlewiskiem, jako Konrad
- 2020: Mały zgon, jako:
  - Ryszard (dyrektor zakładu karnego),
  - Marek (gangster)
- od 2020: Usta usta, jako Andrzej Żurawicz, syn Tadeusza
- od 2022: "Leśniczówka", jako Marian Harris

## Dubbing
- 2005: Karol. Człowiek, który został papieżem – Kapitan Łukowski
- 2008: Podróż do wnętrza Ziemi 3D – Trevor Anderson
- 2008: Przygody Sary Jane (starsza wersja dubbingu) – Alan Jackson
- 2010: Miś Paddington
- 2010: Psy i koty: Odwet Kitty
- 2010: Różowa Pantera i przyjaciele – Mrówkojad
- 2011: Happy Feet: Tupot małych stóp 2 – Seymour
- 2013: Szpiedzy w Warszawie – Lessard
- 2013: Krudowie – Grag
- 2013: Uniwersytet potworny – Johnny
- 2013: Thor: Mroczny świat – Thor
- 2013: Hobbit: Pustkowie Smauga – Thranduil
- 2014: Samoloty 2 – Brygadier Śmigły
- 2014: Star Wars: Rebelianci – Kanan Jarrus
- 2014: Wielka szóstka – Alistair Krei
- 2014: Hobbit: Bitwa Pięciu Armii – Thranduil
- 2015: Kopciuszek – tata Eli
- 2015: Avengers: Czas Ultrona – Thor
- 2015: Wiedźmin 3: Dziki Gon – Emhyr var Emreis
- 2015: Disney Infinity 3.0
- 2015: Sawa. Mały wielki bohater –
  - Angi,
  - Angacetus
- 2015: Lego Star Wars: Opowieści droidów – Kanan Jarrus
- 2015: Gwiezdne wojny: Przebudzenie Mocy
- 2016: Łowca i Królowa Lodu – Łowca Eric
- 2016: Krudowie – u zarania dziejów – Grag
- 2016: Strażnicy Galaktyki – Thor
- 2016: Warcraft: Początek – Durotan
- 2016: Doktor Strange – Thor
- 2016: Alice VR –
  - Szmugler,
  - Roboty
- 2016: Dishonored 2
- 2016: Vaiana: Skarb oceanu – Wódz Tui
- 2017: Horizon Zero Dawn – Rost
- 2017: Galop ku wolności – Doug
- 2017: Mała Wielka Stopa – Wielka Stopa
- 2017: Overwatch – Doomfist
- 2017: Thor: Ragnarok – Thor
- 2017: Bruno i Bucior: To niemożliwe w Macdonald Hall – dyrektor Sturgeon
- 2017: Co wiecie o swoich dziadkach? – Dusty
- 2018: Bruno i Bucior: Eksperyment – dyrektor Sturgeon
- 2018: Avengers: Wojna bez granic – Thor
- 2018: Czarna Pantera: Wakanda ma kłopoty – Thor
- 2018: Predator – Lynch
- 2018: Chilling Adventures of Sabrina – Faustus Blackwood
- 2019: Avengers: Koniec gry – Thor
- 2019: Aladyn – Hakim